# 785 Zwetana
785 Zwetana è un asteroide della fascia principale del diametro medio di circa 48,54 km. Scoperto nel 1914, presenta un'orbita caratterizzata da un semiasse maggiore pari a 2,5695921 UA e da un'eccentricità di 0,2104464, inclinata di 12,73167° rispetto all'eclittica.
Il suo nome è in onore di Svetlana Popova, figlia di Kyrille Popov, un matematico bulgaro.